# Вулиця Тараса Бобанича
Ву́лиця Тараса Бобанича «Хаммера» — вулиця у Личаківському районі міста Львова, у місцевості Личаків. Сполучає вулиці Личаківську і Лисенка. Нумерація будинків бере початок від вулиці Лисенка.
З парного боку прилучається вулиця Просвіти, з непарного — Смольського. Обидві — з одностороннім рухом транспорту. В'їзд на них з вулиці Іваничука заборонений. В'їзд з боку вулиці Личаківської можливий лише через вулицю Смольського, оскільки рух на кінцевій ділянці вулиці Тараса Бобанича є одностороннім.

## Історія та назва
- 1820—1871 — Францискана Ґассе, бо проходила повз монастирем францисканців (нині частково належить церкві християн адвентистів сьомого дня).
- 1871—1943 — Францішканська.
- 1943 — липень 1944 — Францисканаґассе.
- липень 1943 — грудень 1944 — Францисканська.
- грудень 1944 — серпень 2022 —— Короленка, на честь російського письменника, громадського діяча Володимира Короленка[6].

Вулиця Короленка входила до переліку з 53-х вулиць Львівської міської громади, які під час процесу дерусифікації заплановано перейменувати. В онлайн-голосуванні, яке тривало з 8 по 21 червня 2022 року на сайті Львівської міської ради, найбільше респондентів проголосувало за пропозицію перейменування вулиці на пошану Романа Іваничука — українського письменника та громадського діяча. 
Рішенням виконавчого комітету Львівської міської ради від 29 вересня 2022 року вулицю Короленка перейменовано на вулицю Тараса Бобанича, на пошану українського  військовика, Героя України Тараса Бобанича.

## Забудова
В архітектурному ансамблі вулиці Тараса Бобанича переважають класицизм, віденська сецесія, також присутня сучасна житлова забудова 2000-х років. Декілька будинків внесено до Реєстру пам'яток архітектури місцевого значення.

### Будинки
№ 1 — церква християн адвентистів сьомого дня. У колишньому монастирі, що примикає до храму влаштовано школу для дітей із важкими розладами мови. Початково храм і монастир збудовані капуцинами у 1708—1718 роках. 1785 року передано францисканцям. 23 вересня 2008 року комплекс храму і монастиря внесено до переліку пам'яток культурної спадщини, що не підлягають приватизації. Будівлі колишніх костелу та монастиря францисканців внесені до Реєстру пам'яток архітектури місцевого значення під охоронними № 145-м та № 1329-м відповідно. У 2021 році в межах програми «100 років модернізму у Львові» Бюро спадщини ознакувало будинок інформаційною табличкою.
№ 1а — будинок громадського центру при монастирі францисканців, збудований у 1932—1934 роках у стилі конструктивізму за проєктом Вавжинця Дайчака. Більшу частину споруди займав кінотеатр «Пакс» (лат. Pax — мир) з глядацькою залою на 324 місця. Тут демонструвались вистави та фільми на релігійну тематику. У радянські часи, від 1939 року — кінотеатр імені Фелікса Дзержинського, згодом — імені В. Короленка. У 1990—2017 роках тут містився Російський культурний центр у Львові, 13 жовтня 2018 року тут відкрили Будинок воїна. 
№ 3 — церква Святого Юрія Переможця. Збудована у 1897—1899 роках на місці дерев'яного будинку, що від 1856 року використовувався як тимчасовий храм. Проєкт розроблено віденським архітектором Ґуставом Захсом у неовізантійському стилі з елементами неороманського. Іконостас виконали австрійські художники Карл Фортмунд і Фрідріх фон Шиллер. Внутрішні розписи храму — Карл Йобст. Освячена 1901 року. Будівля церкви святого Георгія внесена до Реєстру пам'яток архітектури місцевого значення під охоронним № 2445-м. 
У 1992—2023 роках виконувала функції катедрального собору Львівської єпархії Української православної церкви (Московського патріархату). У квітні 2023 року громада церкви святого Великомученика Георгія УПЦ Московського патріархату ухвалила рішення перейти до Православної церкви України. Тепер він називатиметься на честь Святого Юрія Переможця. Після проведення всіх юридичних процедур громада офіційно називатиметься «Релігійною громадою Львівської єпархії Української Православної Церкви (Православної Церкви України) парафії Великомученика Юрія Переможця у місті Львові».
№ 5 — одноповерхова вілла, початково збудована для родини Коморовських, близько 1850 року, у стилі класицизму. Вілла перебудована у 1891 році архітектором Яном Шульцом для тодішнього власника Романа Ґостковського. В центрі головного фасаду височіє мансарда з півкруглим балконом, завершена трикутним фронтоном. Фасад прикрашають ліпні арабески та рослинні орнаменти над вікнами та балконом. Тут 1866 року разом з родиною мешкав польський поет Корнель Уєйський. Пізніше, після розлучення, тут мешкала його колишня дружина Генрика з Коморовських та два його сини — Кордіан та Роман.
№ 7 — колишній будинок товариства ремісників «Зірка» (пол. «Gwiazda»). З вулиці видно найстаршу одноповерхову частину будівлі. Збудована у 1840-х—1850-х роках, реконструйована у 1856—1857 роках. Ґрунтовно реконструйована за проєктом Емануеля Галля у 1875 році (існував також нереалізований проєкт перебудови авторства Юліана Захаревича від того ж року). В глибині подвір'я розташований основний чотириповерховий будинок, збудований 1912 року архітектором Зигмунтом Добжанським. На початку 1950-х років тут розташовувався Будинок народної творчості. До 2010-х років приміщення належали середній школі-інтернату № 2, згодом припинило свою роботу.
Восени 2018 року Львівська обласна рада вирішила продати цей будинок на аукціоні, але Львівська мерія звернулася з проханням передати його Центру опіки сиріт. Проте обласна рада відмовила і будинок виставили на продаж. Тоді Центр опіки сиріт оголосив про збір грошей для викупу приміщення, проте необхідної суми зібрати не вдалося. Пізніше мерія виділила обласній раді субвенцію в розмірі 40 млн грн за приміщення, а опісля безоплатно передала Центру опіки сиріт для створення центру милосердя святого Миколая. 30 вересня 2020 року тут запрацював дитячий заклад дошкільної освіти «Ангелики» Центру опіки сиріт. Новий простір відкрили при Домі милосердя святого Миколая. Тут діятиме 2 групи: для дітей 4—5 та 5—6 років. Навчання триватиме з жовтня до травня та відбуватиметься за програмою розвитку дитини «Впевнений старт».
№ 8 — триповерховий житловий будинок. У цьому будинку на початку XX століття мешкали і творили українські скульптори Теофіл та Олександра Джулинські. До бічної стіни примикає невеликий фрагмент валу колишніх передміських фортифікацій XVII століття.
№ 9 — будинок, збудований у 1886 році за проєктом майстерні Івана Левинського. Початково житловий, 1911 року перебудований за проєктом Едмунда Жиховича для потреб приватної купецької гімназії імені Ернеста Адама. Друга реконструкція (надбудовано третій поверх) відбулася близько 1926 року за проєктом Вавжинця Дайчака. Існував також нереалізований проєкт реконструкції Яна Новорити від 1923 року. До червня 2020 року тут функціював Львівський обласний центр репродуктивного здоров'я населення. Рішенням Львівської облради від 4 червня 2020 року Львівський обласний центр репродуктивного здоров'я населення приєднаний як відділення репродуктивного здоров'я та планування сім'ї до Львівського обласного клінічного перинатального центру, що на вул. Вашингтона, 6.
№ 10 — двоповерховий житловий будинок кінця XIX століття. Внесений до Реєстру пам'яток архітектури місцевого значення під охоронним № 2446-м.
№ 12 — двоповерховий житловий будинок кінця XIX століття. Внесений до Реєстру пам'яток архітектури місцевого значення під охоронним № 2447-м.
№ 14 — триповерховий житловий будинок початку XX століття.

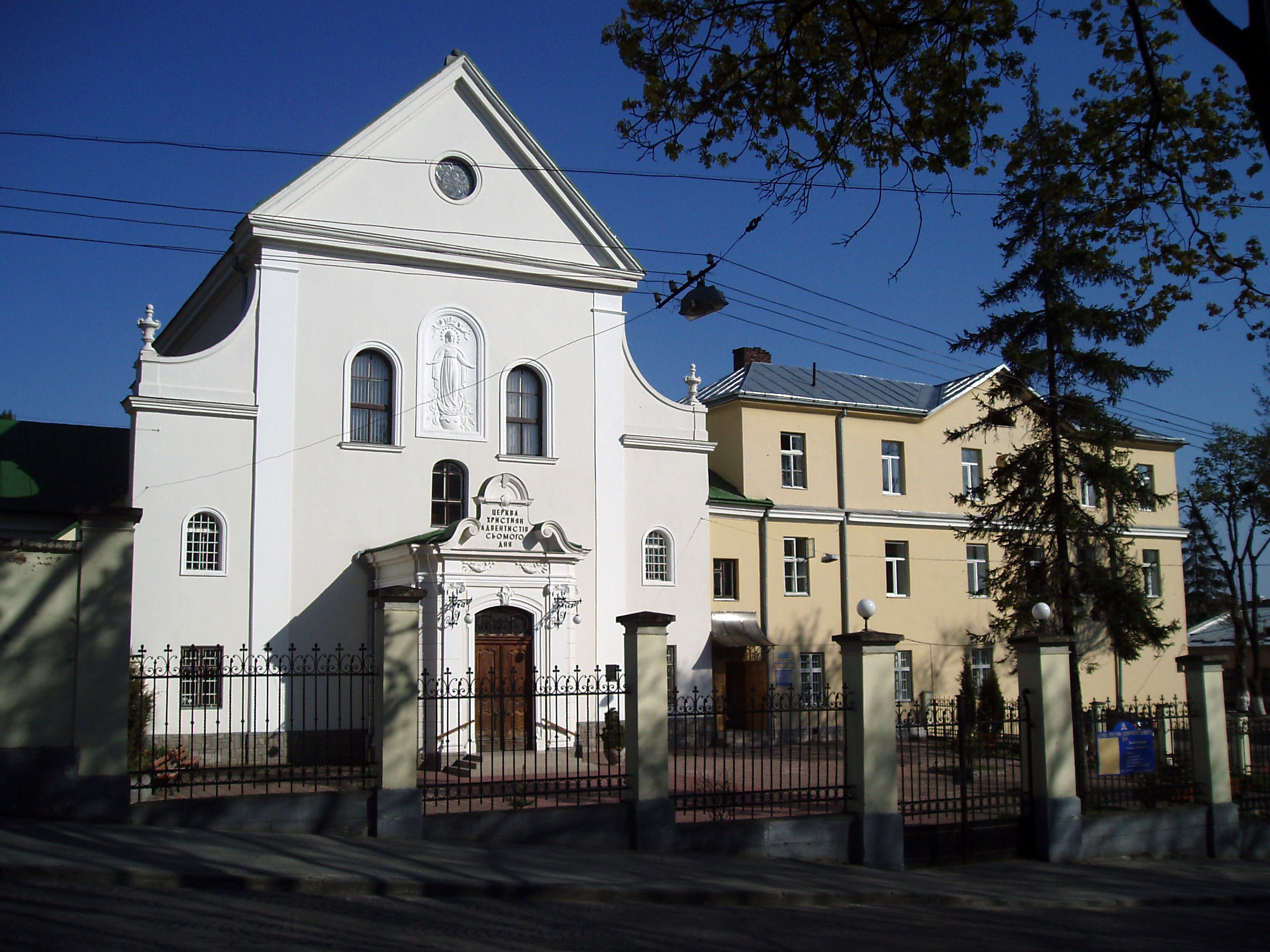
Колишній францисканський монастир
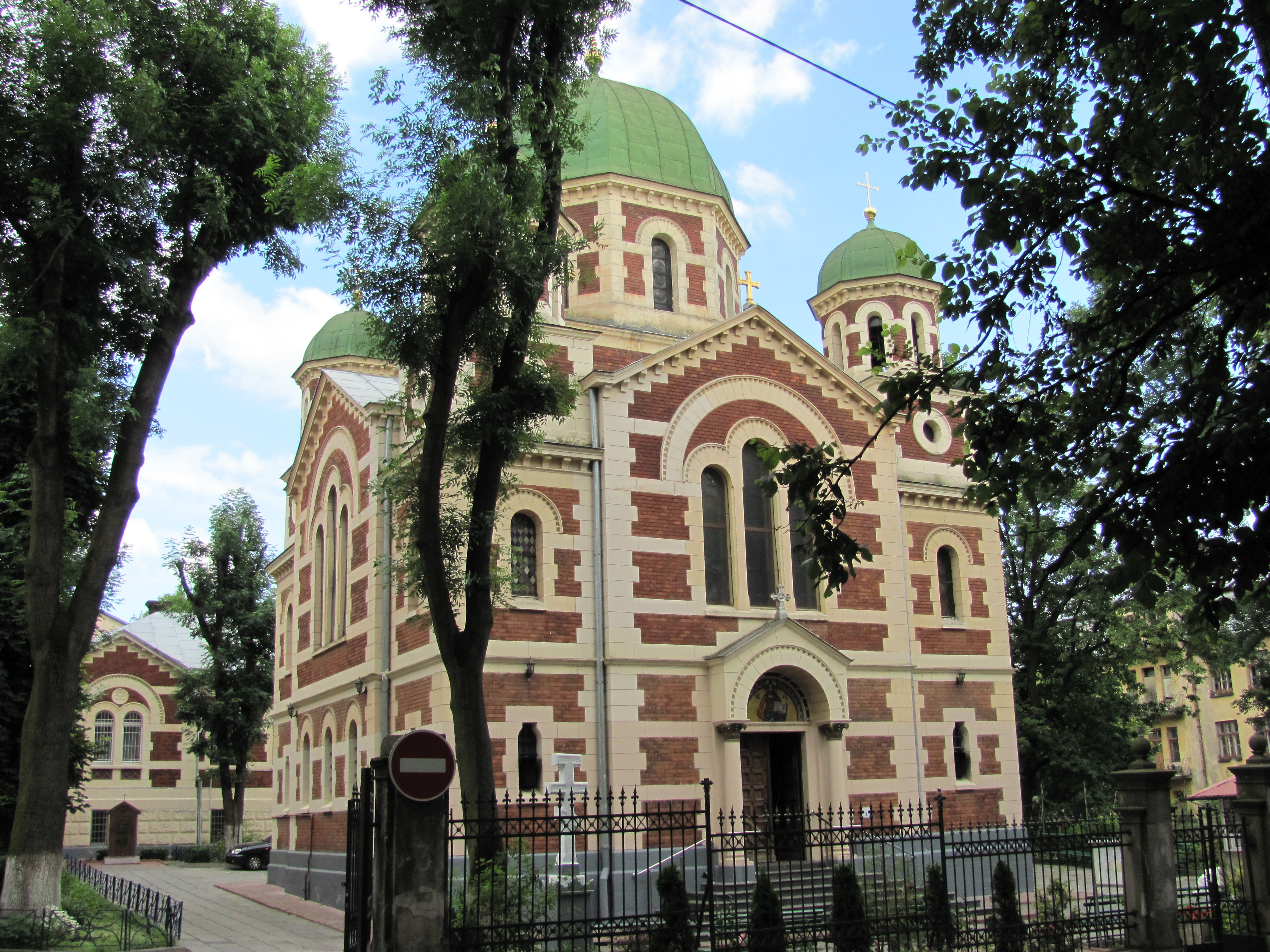
Церква Святого Юрія Переможця
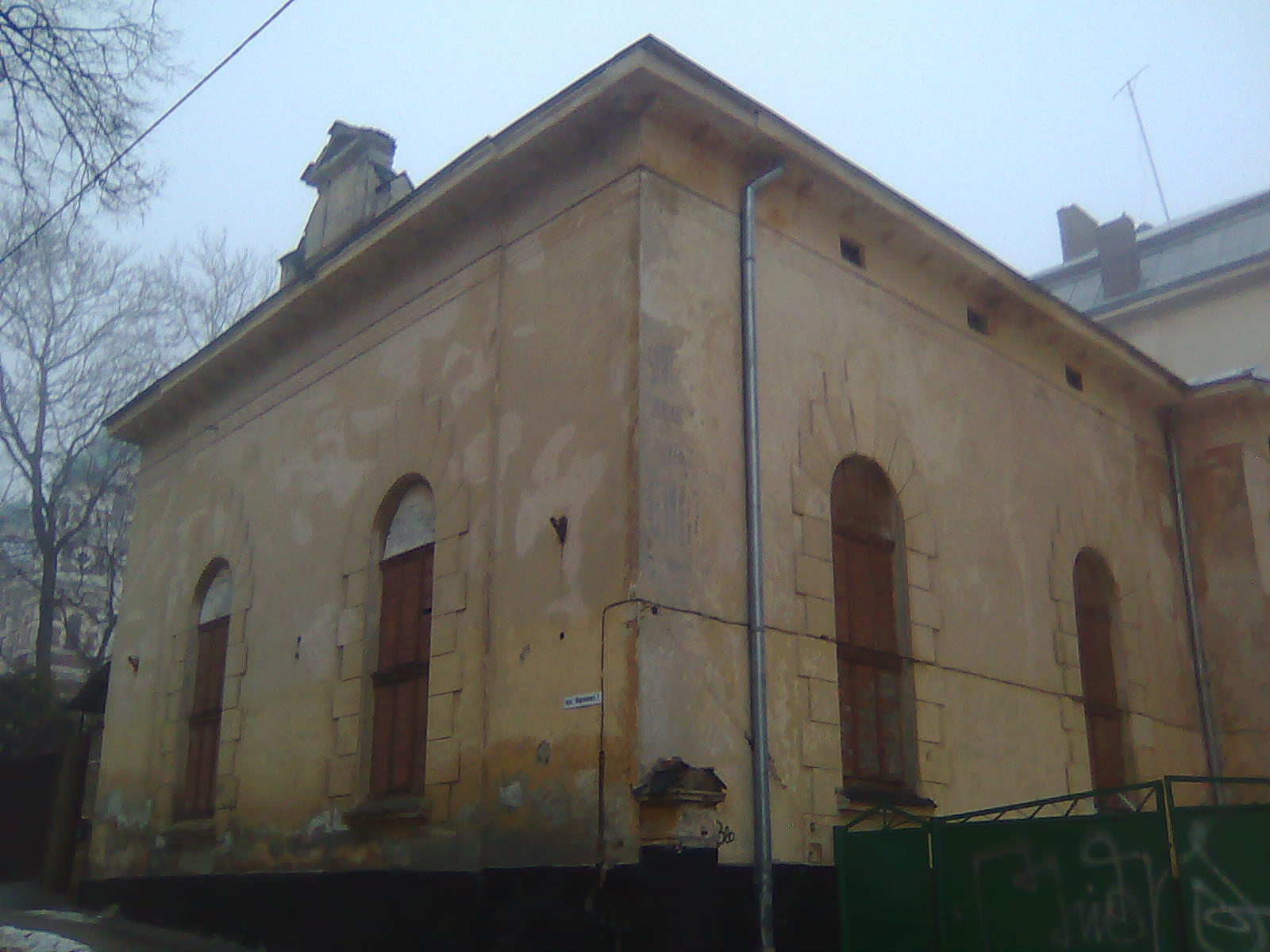
Одноповерховий будинок товариства ремісників «Gwiazda» («Зірка»; XIX століття)
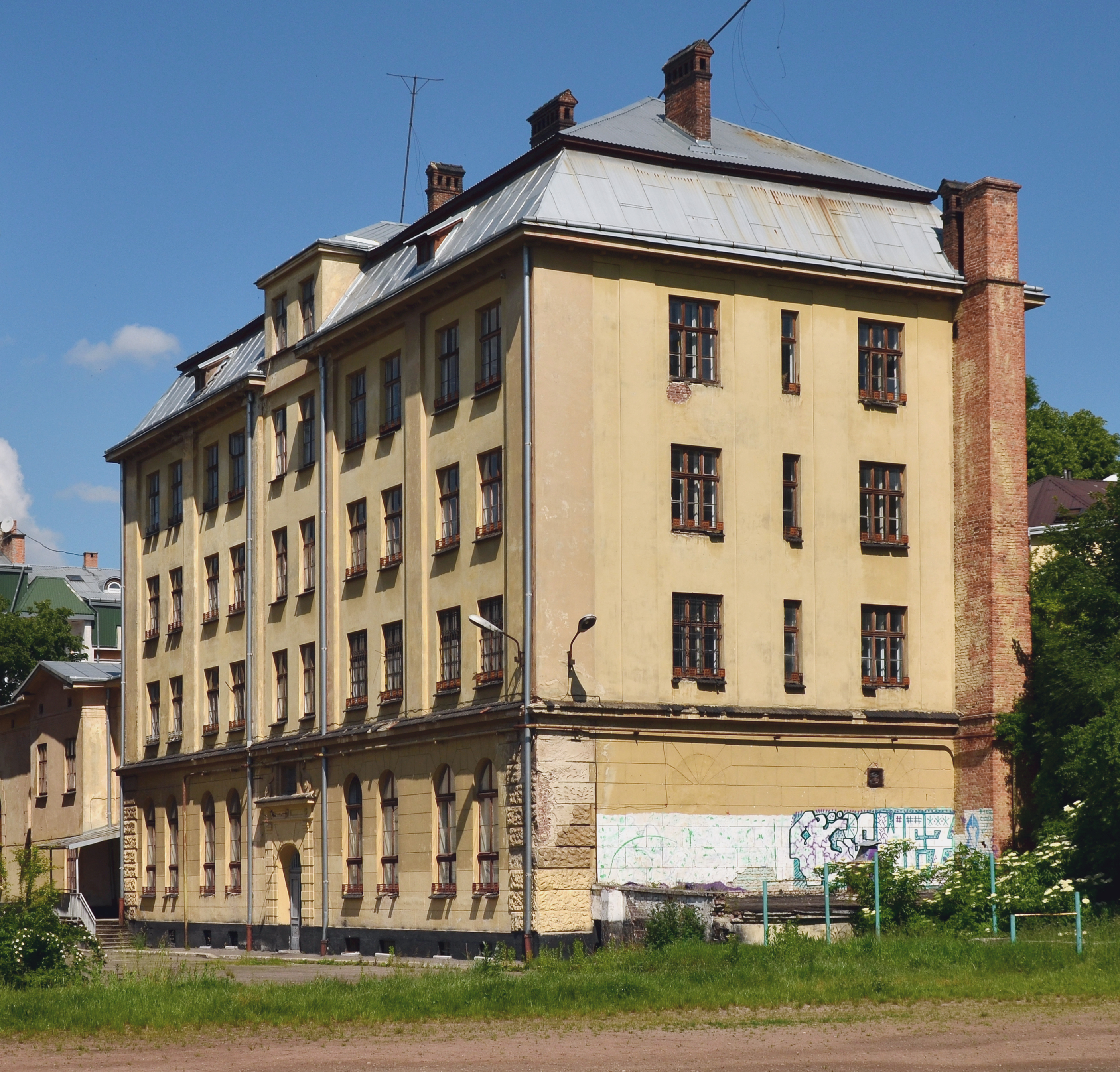
Чотириповерховий будинок товариства ремісників «Gwiazda» («Зірка»; 1912 рік, архітектор Зигмунт Добжанський)
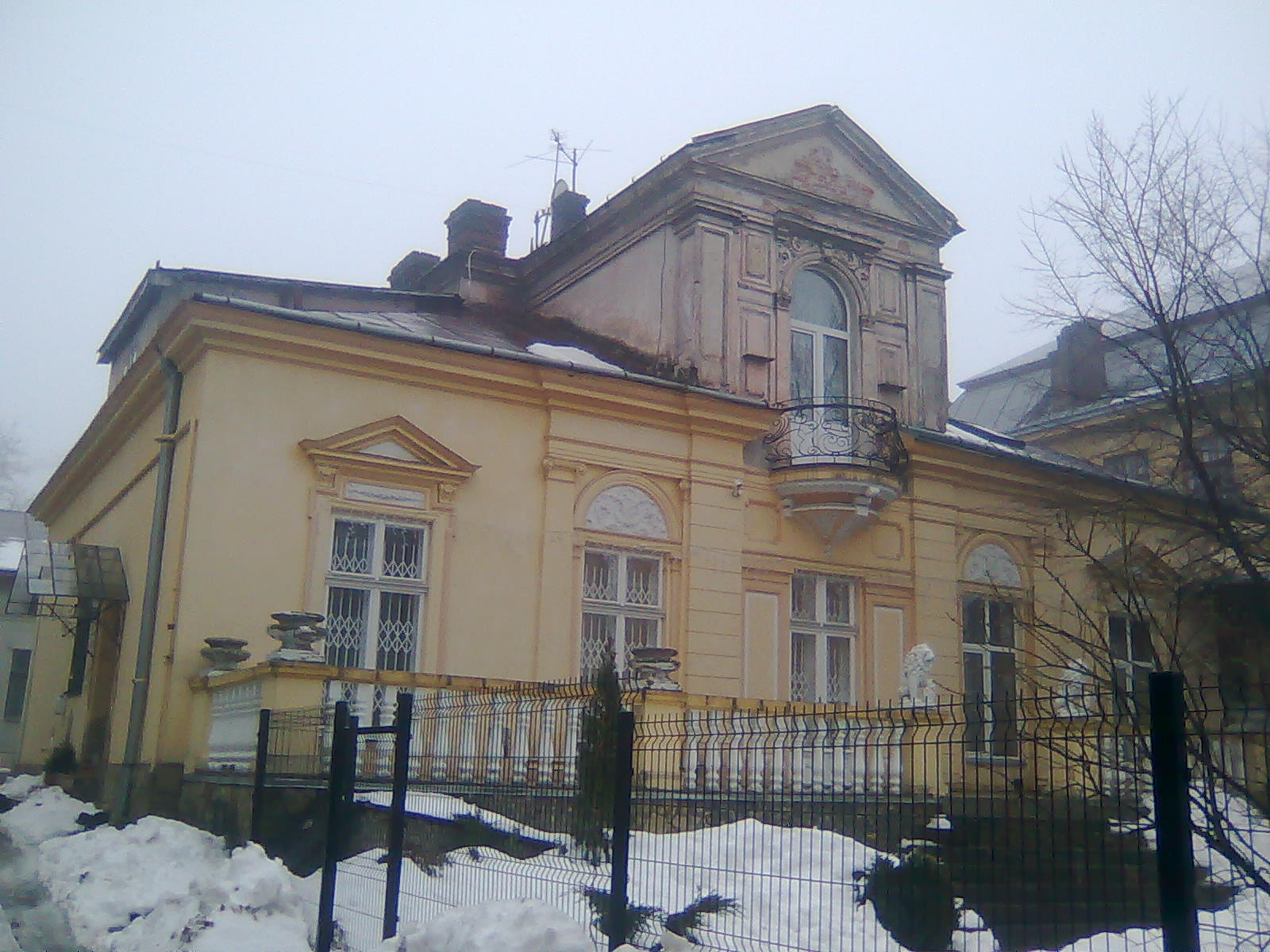
Вілла родини Коморовських